# Hollister Bash
De Hollister Bash is een legendarische vechtpartij in 1947 tussen motorrijders.
Deze vechtpartij vond plaats tijdens een door de AMA in Hollister (Californië) op 4 juli 1947 (Independence day) georganiseerd motortreffen waarbij een aantal outlaw bikers zich misdroegen. Dit werd in elk geval gemeld in het tijdschrift Life van 21 juli 1947, waarbij het verhaal nogal werd overdreven. In feite was er vrijwel niets gebeurd in Hollister, al deden de in scène gezette foto's van woest uitziende motorrijders anders vermoeden. 
De Hollister bash stond model voor de cultfilm The Wild One met Marlon Brando uit 1953. Door de Hollister bash en de opkomst van de Hells Angels kreeg het imago van motorrijders in de Verenigde Staten een deuk, waarbij de film nog eens als katalysator werkte. De film droeg ook alle ingrediënten voor het ontstaan van de Britse Rockers. Korte leren jassen en Engelse motorfietsen werden het handelsmerk van deze groep. Marlon Brando reed in zijn rol van Johnny Strabler op een Triumph Thunderbird 6T uit 1950.